# Gare de Mauzac
La gare de Mauzac est une gare ferroviaire française de la ligne de Libourne au Buisson, située sur le territoire de la commune de Mauzac-et-Grand-Castang, dans le département de la Dordogne en région Nouvelle-Aquitaine.
C'est une halte ferroviaire de la Société nationale des chemins de fer français (SNCF), desservie par des trains TER Nouvelle-Aquitaine.

## Situation ferroviaire
Établie à 47 m d'altitude, la gare de Mauzac est située au point kilométrique (PK) 632,308 de la ligne de Libourne au Buisson, entre les gares ouvertes de Lalinde et de Trémolat.

## Histoire
La recette annuelle de la gare est de 11 152 francs en 1881 et de 11 840 francs en 1882.

## Fréquentation
La fréquentation de la gare est détaillée dans le tableau ci-dessous :
|           | 2015  | 2016  | 2017 | 2018 | 2019 | 2020 | 2021 | 2022  | 2023  |
| --------- | ----- | ----- | ---- | ---- | ---- | ---- | ---- | ----- | ----- |
| Voyageurs | 1 639 | 1 095 | 947  | 391  | 335  | 169  | 474  | 1 476 | 1 616 |

## Service des voyageurs

### Accueil
Halte SNCF, c'est un point d'arrêt non géré (PANG) à entrée libre.

### Desserte
Mauzac est desservie par des trains TER Nouvelle-Aquitaine. Depuis décembre 2020, seul un train par semaine en direction de Bordeaux-Saint-Jean circule le week-end. Il n’existe pas dans le sens inverse. Le reste de la semaine, un service de TAD (Transport à la demande) est proposé aux voyageurs.

### Intermodalité
Le stationnement des véhicules est possible dans l'ancienne cour de la gare.

## Galerie

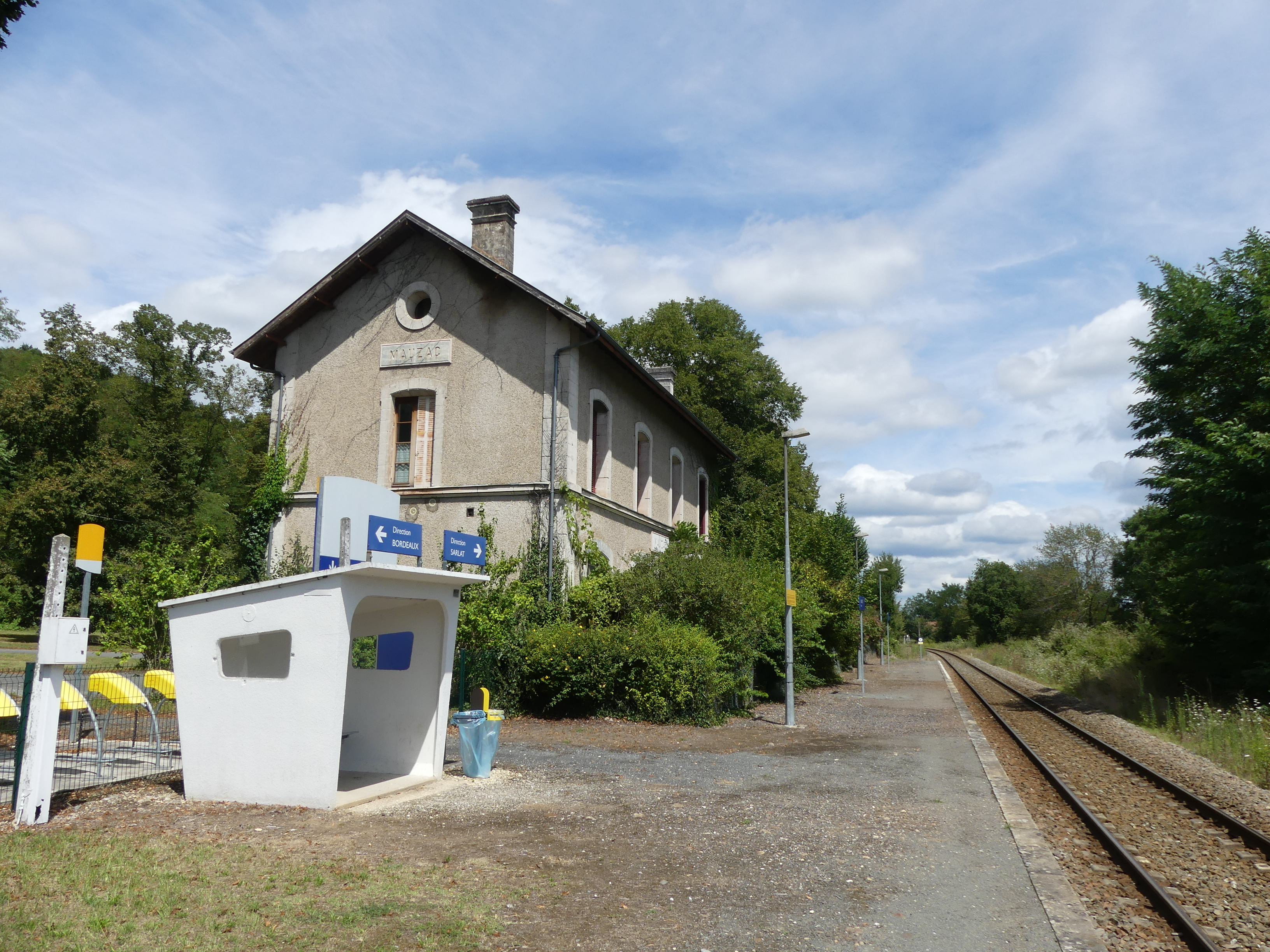
La voie en direction de Sarlat.
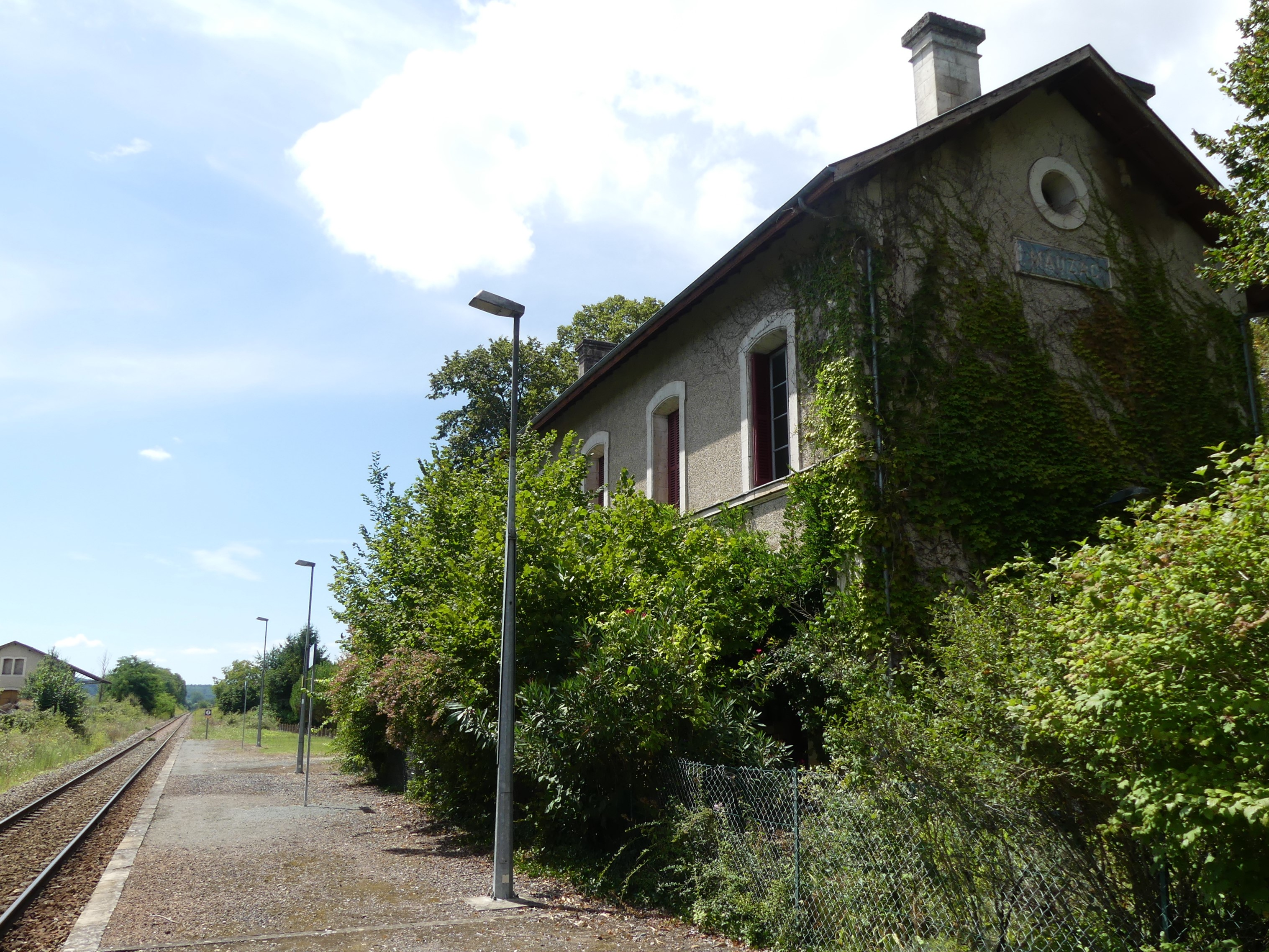
La voie en direction de Bergerac.